# Спортивный лабиринт

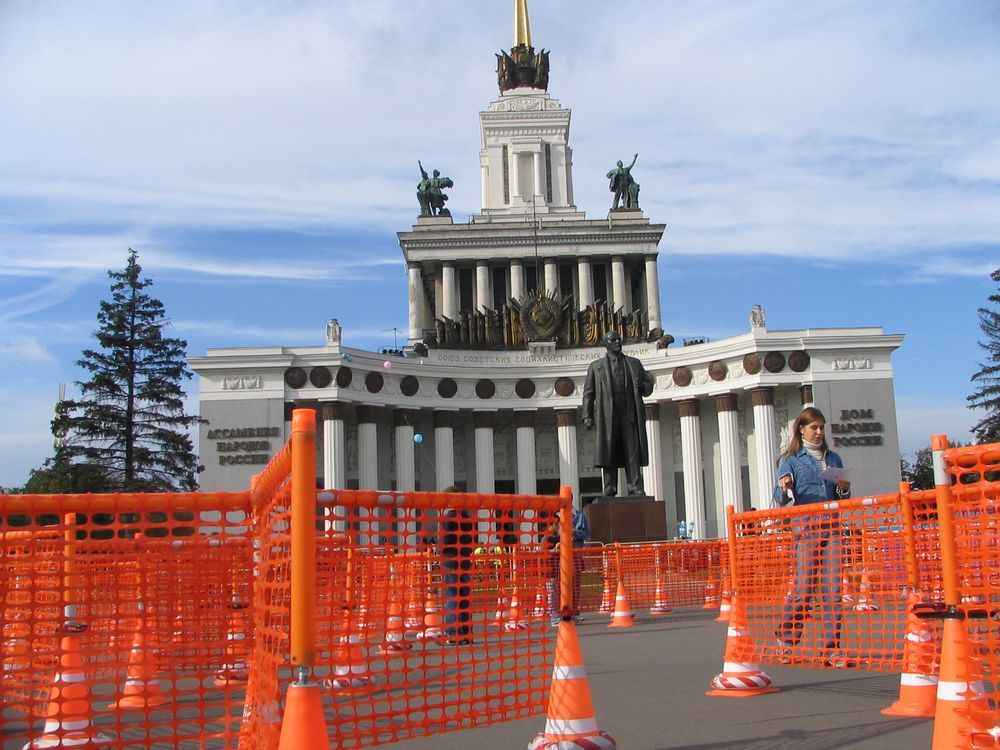
Спортивный лабиринт

Спортивный лабиринт (СЛ) — вид спортивного ориентирования в заданном направлении, где спортсмены соревнуются на небольшой территории среди искусственных препятствий (заборчиков), протяжённость дистанций, как правило, составляет 100—500 м, а карты-схемы имеют крупный масштаб.

## Предпосылки
Одной из причин создания СЛ явилась недостаточная зрелищность спортивного ориентирования. Для привлечения СМИ к освещению соревнований по спортивному ориентированию делались различные попытки:
- смотровые и радио-КП
- демонстрация в онлайн режиме на большой карте-экране движения спортсменов по дистанции (с использованием gps-передатчиков)

Однако такие демонстрации малопонятны непосвящённым зрителям и неинтересны для ТВ.
В качестве одного из вариантов повышения зрелищности спортивного ориентирования был предложен СЛ и за короткое время показал себя с хорошей стороны. Соревнования можно проводить практически в любом месте, зрителям понятны задачи, стоящие перед спортсменами, при желании любой зритель может стать участником.

## Спортивный лабиринт и классическое спортивное ориентирование

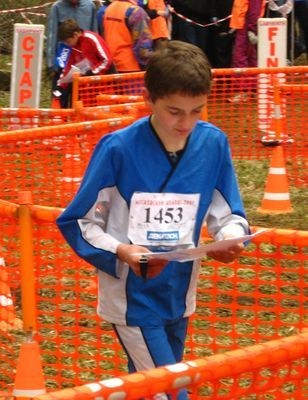

В СЛ спортсмены решают те же задачи, что и в классическом СО — на карте и на местности присутствуют точечные и линейные ориентиры, необходимо быстро выбрать маршрут и правильно реализовать его. Цена ошибки в СЛ значительно выше, чем в классическом СО, так как 5-10 КП необходимо найти за несколько десятков секунд (в классическом СО то же число контрольных пунктов проходят за 40-50 мин.) и ошибка в 2-3 сек. на КП, незаметная в классическом СО, на дистанции СЛ может повлиять на распределение мест. При этом соревнования проходят на небольшой площадке, полностью просматриваемой зрителями, что позволяет демонстрировать соревнования по микро-ориентированию на ТВ.
Дистанции СЛ не зависят от местности и абсолютно одинаковые СЛ могут быть установлены в различных местах. Ориентировщики знают, что на «своей местности» ориентироваться проще, а ориентирование на универсальной, одинаково чужой для всех местности избавляет соревнования от субъективного фактора (ведь любая местность для кого-то — «своя»). Спортивный лабиринт предлагает ориентирование на универсальной местности, которое помимо повышения зрелищности позволяет избавиться от фактора «своей местности». И тогда станет возможным заочное состязание спортсменов разных районов, городов или стран на одной и той же дистанции. При этом сравнение результатов будет таким же объективным, как сравнение результатов пловцов или легкоатлетов из разных стран.

## Правила СЛ

Образцы карт спортивного лабиринта
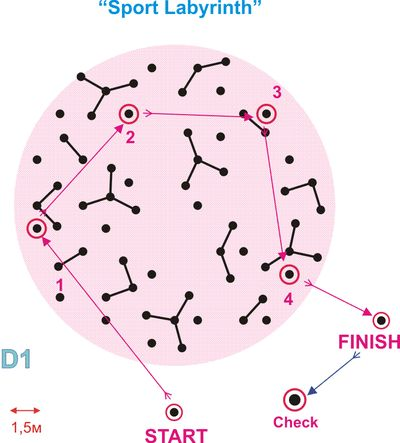
Карта СЛ (простая дистанция)
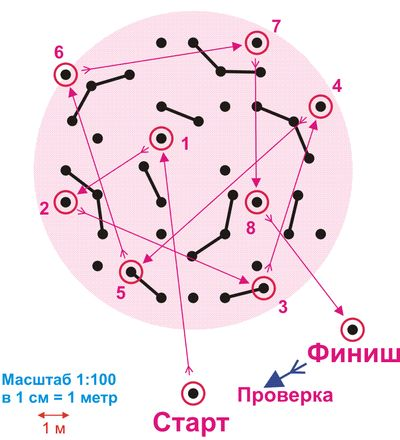
Карта СЛ (сложная дистанция)

На огороженной площадке установлены препятствия и контрольные пункты. На карте указаны контрольные пункты, которые соединены и пронумерованы в порядке прохождения. Масштаб карты 1:100 (иногда 1:150). Задача участника — пройти отмеченные на карте КП в указанном порядке. Не разрешается перепрыгивать препятствия или другим способом пересекать их. За неправильное прохождение дистанции или преодоление препятствий спортсмен дисквалифицируется (результат не засчитывается). Обычно в СЛ используются электронные средства отметки (это позволяет быстро проверить правильность прохождения дистанции), но возможно применение компостеров или иных средств.

## История
С 2003 года СЛ регулярно включается в программу многих московских соревнований по СО. СЛ включались в дистанции ЗН «Кубка Парков» и др. соревнований. С 2004 года СЛ входит в программу соревнований «Московский Компас» и Всероссийских массовых соревнований «Российский азимут».

## Варианты использования Спортивного Лабиринта
Небольшие физические нагрузки позволяют участвовать в СЛ детям.

### Спортивный аттракцион

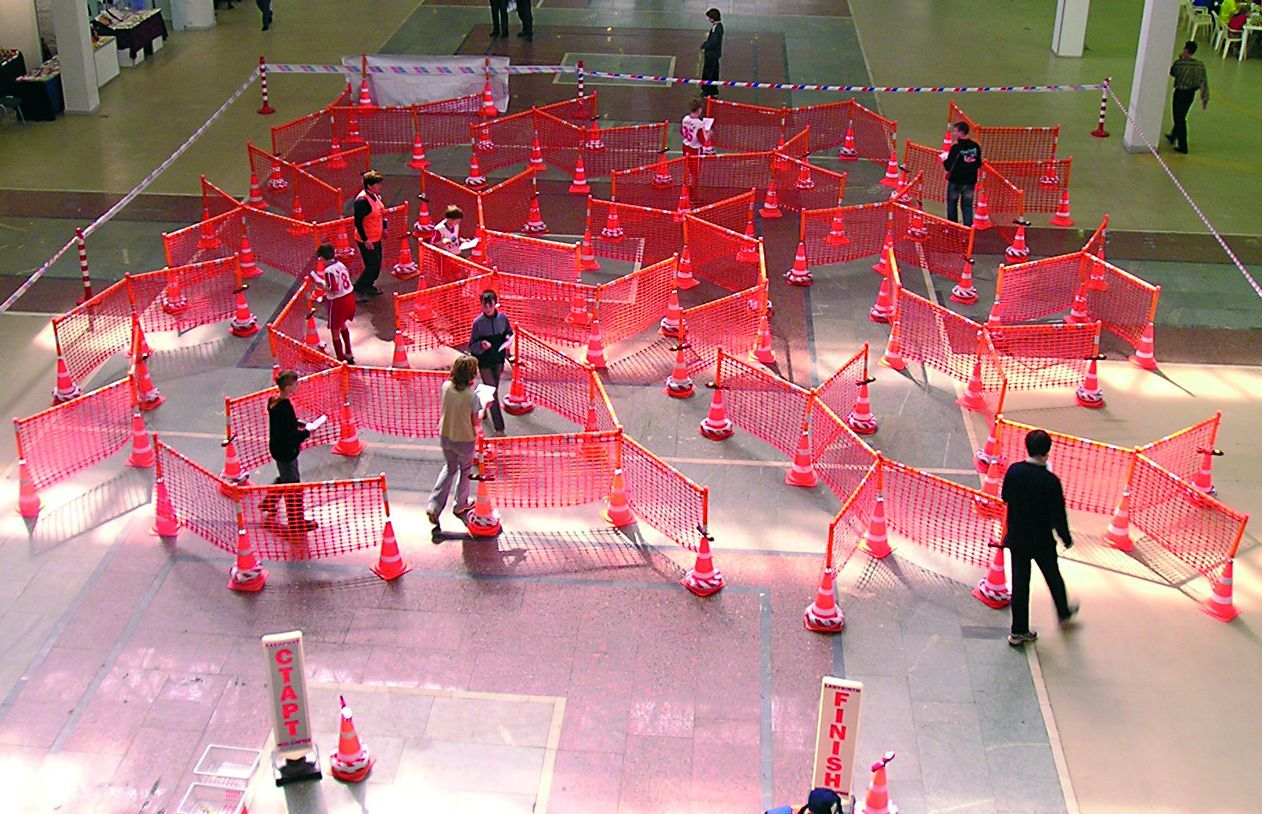
Спортивный лабиринт — аттракцион

Зона СЛ хорошо видна зрителям, которые могут наблюдать за ходом соревнований. За довольно короткий срок СЛ зарекомендовал себя на различных массовых мероприятиях, как популярный аттракцион, привлекающий большое количество посетителей. Абсолютно неподготовленные посетители Лабиринта (от 4 до 90 лет) легко осваивают азы ориентирования. СЛ регулярно включается в программу городских спортивных праздников в Москве и других городах (забеги Самсунга, дни города и т. п.), привлекая зрителей, многие из которых становятся участниками. В программе соревнований «Московский Компас» спортивный лабиринт стал постоянным аттракционом. Успешно проходили СЛ на детских мероприятиях во время школьных каникул. Во многих городах СЛ проводится параллельно с забегами «Российского Азимута», и те, кто опасаются сразу выходить в лес, пробуют свои силы в Лабиринте.

### Тренировочная площадка
Детские тренеры всё чаще используют СЛ на тренировках. В Лабиринте тренер может наблюдать за тем, как новички решают задачи по выбору пути и реализации своих планов. Тренер может контролировать выполнение задач и корректировать возникающие ошибки. СЛ должен стать обязательным этапом перед тем, как дети начнут ориентироваться в лесу, где следить за ними намного труднее. В настоящее время разрабатываются различные варианты использования СЛ в подготовке юных ориентировщиков.

### Часть дистанции классического спортивного ориентирования

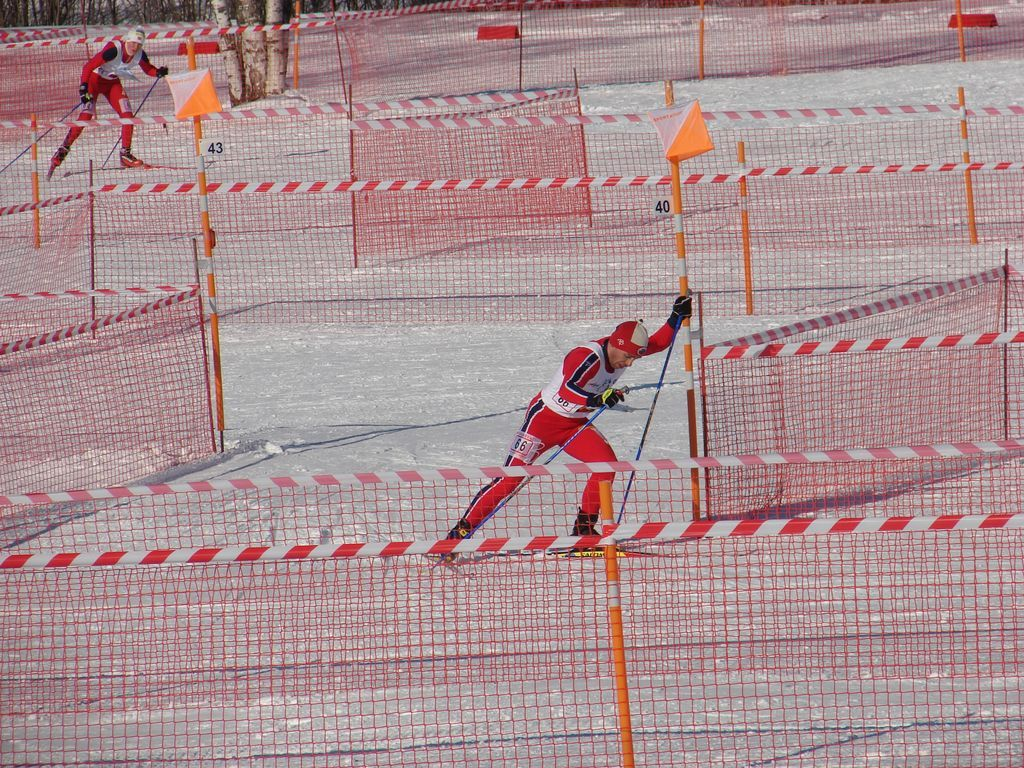
СЛ на зимнем ЧМ-2007

Спортивный лабиринт использовался для повышения зрелищности на Московских массовых соревнованиях («Кубок Парков» и т. п.) На соревнованиях «Московский Компас» уже несколько лет СЛ включается в дистанции элитных групп. Нередко прохождение СЛ оказывало существенное влияние на итоговое распределение мест. На Зимнем Чемпионате мира по спортивному ориентированию 2007 года (Планерная) СЛ был включён в спринтерские дистанции. Вот впечатления многократного чемпиона мира по спортивному ориентированию Эдуарда Хренникова о «Лабиринте»:
Утром перед спринтом, разрешили всем спортсменам выйти в зрительскую зону и посмотреть Лабиринт, который построили организаторы. Он был не сложный, хотя несколько медалей было оставлено в нём. Иностранцы очень переживали, что до ЧМ они ничего не знали о лабиринте, и до финиша не могли поверить, что россияне сами узнали о нём накануне чемпионата. Но после того как наши девочки потеряли в нём кучу времени, они успокоились. Я вначале тоже волновался, как буду чувствовать себя в лабиринте. Но, посмотрев его, понял, что всё будет решаться в лесу. …Но для зрителей, я думаю, это было очень интересно — зрелищно. А для нас, участников, сложностей пока не возникало в нем. Лабиринт добавил сложностей только в плане психологии, когда ты на виду у зрителей должен выполнять эти технические действия — очень сложно

## СЛ — отдельный вид соревнований
Неоднократно проводились соревнования по спортивному лабиринту:
- иногда по окончании развлекательной части спортивных праздников (День Бега, День Города, Праздник Спорта в Лужниках),
- иногда по заранее объявленной программе (Студенческие Игры «Спортивный город»[8], Кубок Москвы по мини-ориентированию 10.04.2009, «День Семьи» в Жулебино[9] и др.).

Соревнования могут быть личными и командными. Проводились также эстафеты в СЛ.
При проведении соревнований по СЛ используется многоступенчатая система. На массовых стартах (участвуют все желающие) сначала проводятся ознакомительные забеги — на простых дистанциях участники учатся ориентироваться и осваивают систему электронной отметки. Затем проходят полуфиналы, по результатам которых формируются группы финалистов. Могут быть мужские и женские группы, а при большом количестве разновозрастных участников могут быть отдельные финалы для разных возрастных групп. Участников финального забега отводят в зону, откуда они не могут видеть Лабиринт и то, как другие участники проходят дистанцию. Для финального забега готовится наиболее сложная дистанция.
Соревнования опытных ориентировщиков проходят по той же схеме, но время на ознакомительные забеги сокращено.
В командных соревнованиях используется несколько иная система: после ознакомительных забегов все участники команды получают примерно равноценные по сложности задания, результат команды определяется суммой результатов участников. По предварительной договорённости определяется штрафное время, которое добавляется команде за каждого снятого участника.

## Виды СЛ
СЛ могут быть построены из заранее подготовленного специального оборудования или с использованием подручных средств (стулья и парты, скамейки, самодельные снежные стены). В последнее время для «строительства лабиринтов» всё чаще используется специальное оборудование.

Различные виды спортивных лабиринтов
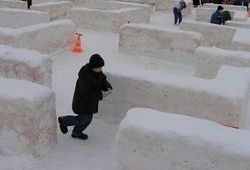
Снежный Лабиринт
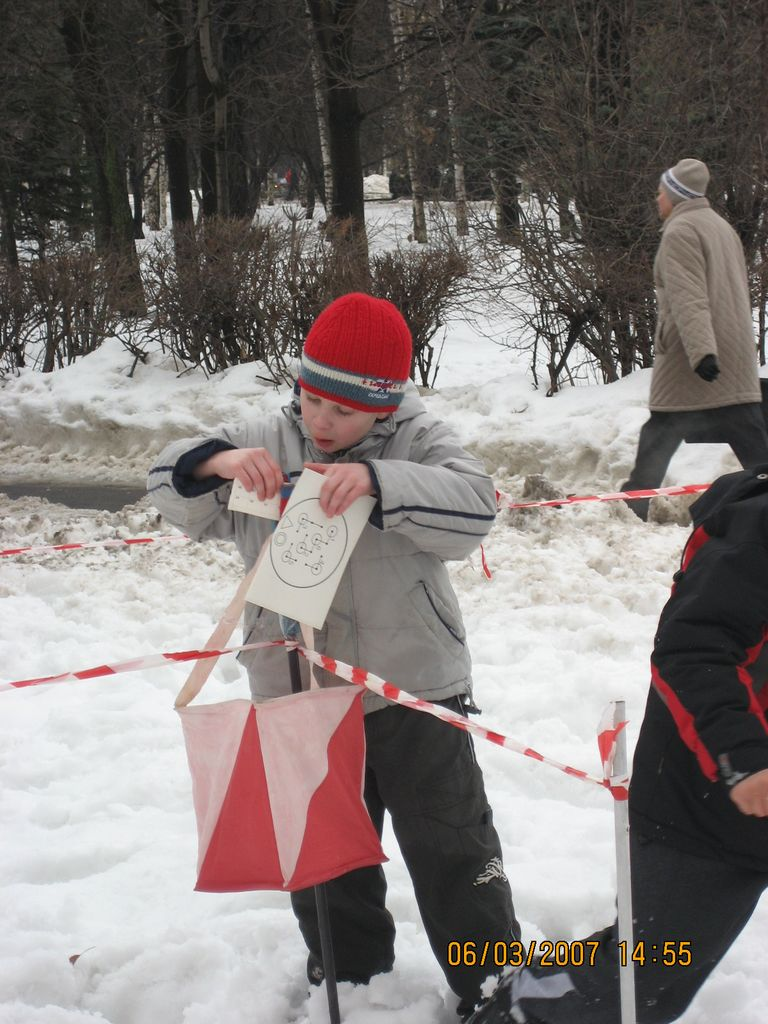
Ленточный СЛ
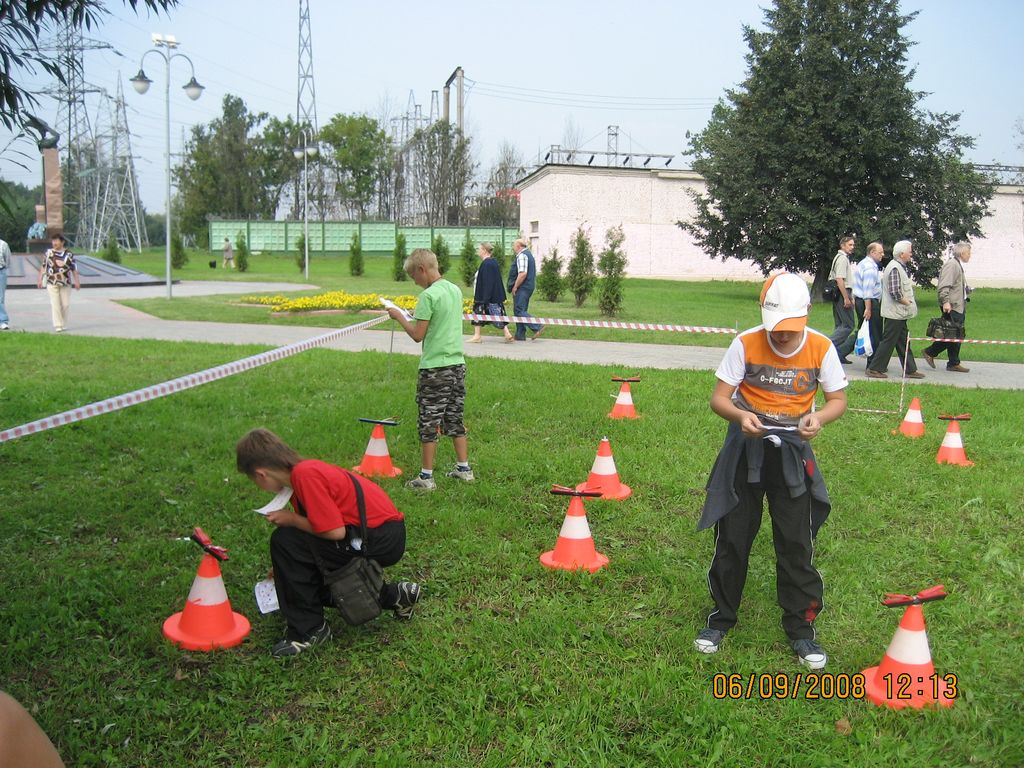
СЛ из конусов
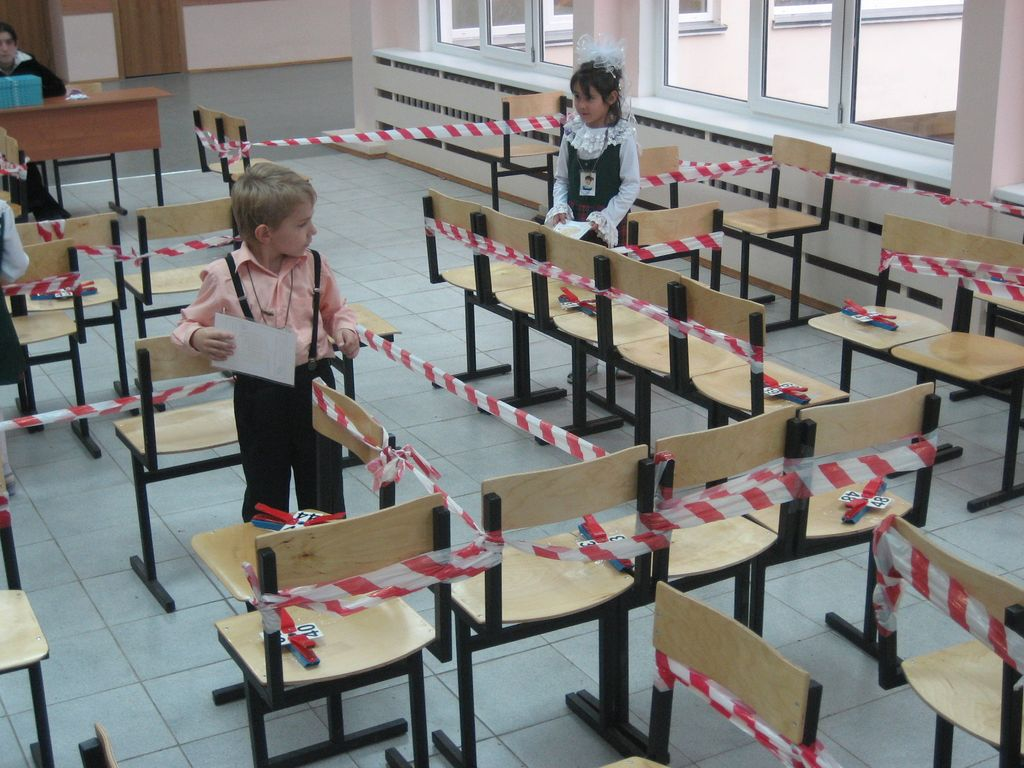
СЛ в школе

Скальный лабиринт — это спортивный лабиринт, расположенный на участке скального массива. Соревнования могут проводиться как для отдельных участников, так и для команд (от 2 до 6 человек).
Дистанция, предназначенная для индивидуального прохождения отдельными участниками, оборудуется судейскими вертикальными и горизонтальными перилами и КП, расположенными в узловых точках. Судейские перила в этом случае служат коридорами лабиринта, движение участников по дистанции разрешено только по перилам.
Дистанция, предназначенная для прохождения командами (от 2 до 6 человек), оборудуется судейскими пунктами страховки (ПС). Движение участников по дистанции допускается только в коридорах лабиринта, ограниченных маркировочной лентой. Для прохождения дистанции команды должны использовать свои веревки.
Скальный лабиринт по своему смыслу восходит к ориентированию в горах, моделируя схожие задачи и их практическое решение. Скальный лабиринт позволяет развивать у спортсменов практические навыки, необходимые при ориентировании на сложных участках в условиях горной местности.